# Ingrandes (Viena)
Ingrandes és un municipi francès situat al departament de la Viena i a la regió de la Nova Aquitània. L'any 2007 tenia 1.812 habitants.

## Demografia

### Població
El 2007 la població de fet d'Ingrandes era de 1.812 persones. Hi havia 731 famílies de les quals 182 eren unipersonals (77 homes vivint sols i 105 dones vivint soles), 254 parelles sense fills, 267 parelles amb fills i 28 famílies monoparentals amb fills.
La població ha evolucionat segons el següent gràfic:
Habitants censats

### Habitatges
El 2007 hi havia 792 habitatges, 741 eren l'habitatge principal de la família, 15 eren segones residències i 36 estaven desocupats. 733 eren cases i 55 eren apartaments. Dels 741 habitatges principals, 561 estaven ocupats pels seus propietaris, 169 estaven llogats i ocupats pels llogaters i 11 estaven cedits a títol gratuït; 3 tenien una cambra, 37 en tenien dues, 97 en tenien tres, 290 en tenien quatre i 314 en tenien cinc o més. 578 habitatges disposaven pel capbaix d'una plaça de pàrquing. A 299 habitatges hi havia un automòbil i a 380 n'hi havia dos o més.

### Piràmide de població
La piràmide de població per edats i sexe el 2009 era:
| Homes | Edats   | Dones |
| ----- | ------- | ----- |
| 0     | 95 o +  | 0     |
| 4     | 90 a 94 | 4     |
| 12    | 85 a 89 | 8     |
| 16    | 80 a 84 | 20    |
| 24    | 75 a 79 | 44    |
| 28    | 70 a 74 | 20    |
| 36    | 65 a 69 | 48    |
| 56    | 60 a 64 | 56    |
| 24    | 55 a 59 | 40    |
| 48    | 50 a 54 | 60    |
| 68    | 45 a 49 | 56    |
| 72    | 40 a 44 | 100   |
| 68    | 35 a 39 | 64    |
| 68    | 30 a 34 | 48    |
| 52    | 25 a 29 | 44    |
| 40    | 20 a 24 | 28    |
| 80    | 15 a 19 | 68    |
| 80    | 10 a 14 | 52    |
| 64    | 5 a 9   | 40    |
| 56    | 0 a 4   | 28    |

## Economia
El 2007 la població en edat de treballar era de 1.236 persones, 890 eren actives i 346 eren inactives. De les 890 persones actives 808 estaven ocupades (435 homes i 373 dones) i 83 estaven aturades (28 homes i 55 dones). De les 346 persones inactives 111 estaven jubilades, 133 estaven estudiant i 102 estaven classificades com a «altres inactius».

### Ingressos
El 2009 a Ingrandes hi havia 745 unitats fiscals que integraven 1.837,5 persones, la mediana anual d'ingressos fiscals per persona era de 17.623 €.

### Activitats econòmiques
Dels 84 establiments que hi havia el 2007, 3 eren d'empreses extractives, 2 d'empreses alimentàries, 1 d'una empresa de fabricació de material elèctric, 15 d'empreses de fabricació d'altres productes industrials, 13 d'empreses de construcció, 17 d'empreses de comerç i reparació d'automòbils, 3 d'empreses de transport, 6 d'empreses d'hostatgeria i restauració, 1 d'una empresa d'informació i comunicació, 2 d'empreses financeres, 2 d'empreses immobiliàries, 7 d'empreses de serveis, 7 d'entitats de l'administració pública i 5 d'empreses classificades com a «altres activitats de serveis».
Dels 16 establiments de servei als particulars que hi havia el 2009, 1 era una oficina de correu, 1 una oficina bancària, 2 tallers de reparació d'automòbils i de material agrícola, 1 autoescola, 3 paletes, 3 guixaires pintors, 1 lampisteria, 2 electricistes, 1 perruqueria i 1 restaurant.
Dels 4 establiments comercials que hi havia el 2009, 1 era una gran superfície de material de bricolatge, 1 una botiga de menys de 120 m², 1 una fleca i 1 un drogueria.
L'any 2000 a Ingrandes hi havia 41 explotacions agrícoles que ocupaven un total de 1.602 hectàrees.

## Equipaments sanitaris i escolars
L'únic equipament sanitari que hi havia el 2009 era una farmàcia.
El 2009 hi havia 1 escola maternal i 1 escola elemental.

## Poblacions més properes
El següent diagrama mostra les poblacions més properes.